# St. Benedikt (Lengerich)

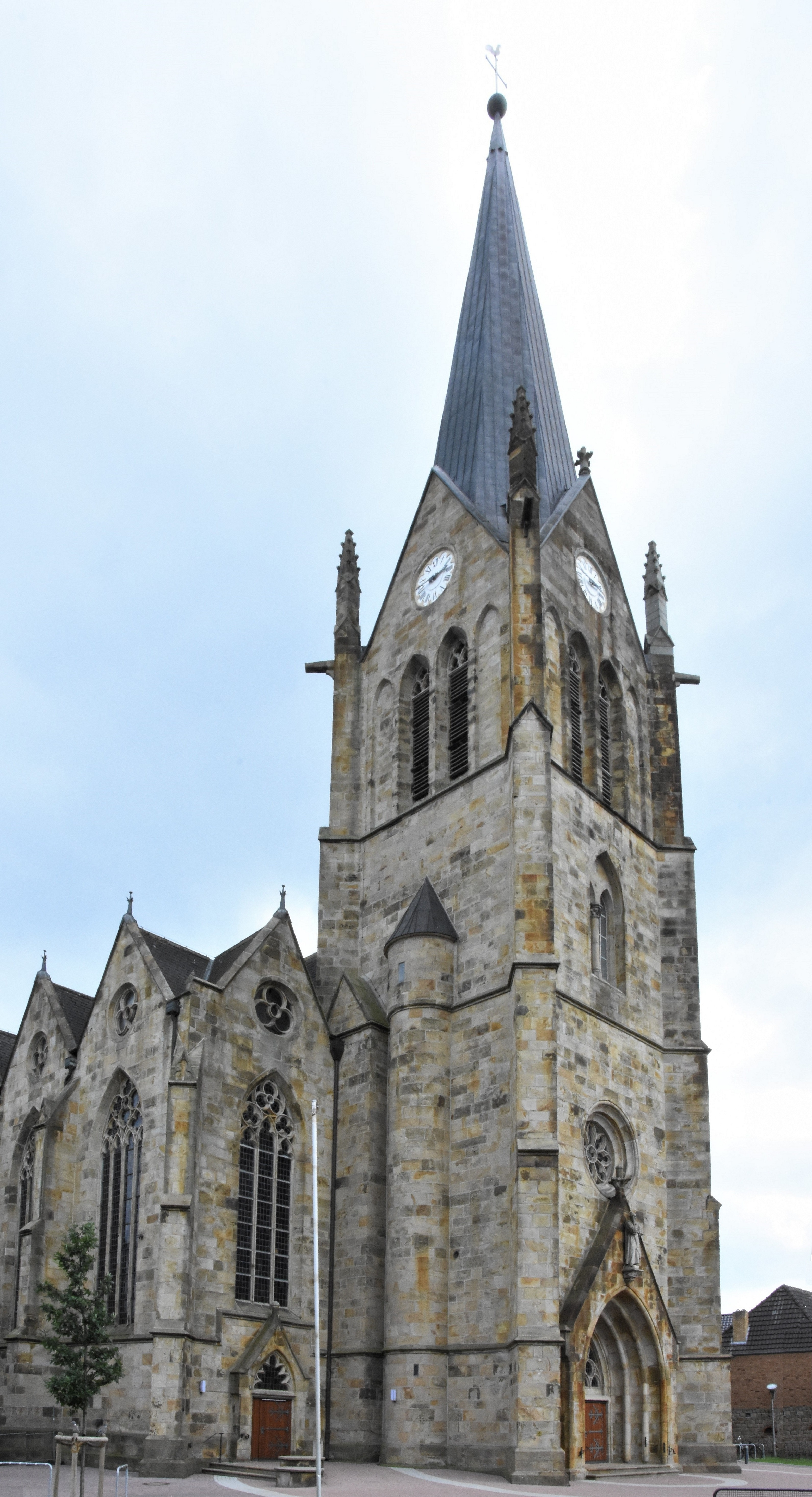
Lengerich, St. Benedikt

St. Benedikt ist die römisch-katholische Pfarrkirche in Lengerich, Landkreis Emsland. Die neugotische Hallenkirche wurde von 1870 bis 1874 nach Plänen von Johann Bernhard Hensen erbaut. Die gleichnamige Pfarrgemeinde gehört zum Bistum Osnabrück.
Im Juli 2023 kam es im Mittelschiff zu einem Mörtelabbruch aus dem Rippengewölbe. Die Kirche wurde geschlossen und nach den Reparaturen pünktlich zur Advents- und Weihnachtszeit wieder geöffnet. Im Mai 2024 musste die Kirche erneut gesperrt werden, da die Fialen am Kirchturm baufällig sind und bei einem Sturm abzustürzen drohen.

## Geschichte
Die Lengericher Kirche wurde wahrscheinlich im frühen 9. Jahrhundert gestiftet. Die älteste urkundliche Erwähnung stammt jedoch von 1269. Zu diesem Zeitpunkt übergab Bernhard von Ahaus seinen verpachteten Hof Lengerich mit der Eigenkirche und allem Zubehör in einem Tauschvertrag der Benediktinerabtei Werden. Die seitherige Zugehörigkeit zu Werden dürfte das Benedikts-Patrozinium erklären.
Mit der Reformation in der Grafschaft Lingen wurde die alte Benediktskirche reformiert, und nach mehreren Wechseln blieb es bei diesem Konfessionsstand. Die verbliebenen Katholiken versammelten sich in Behelfsräumen, bis im 18. Jahrhundert unter preußischer Herrschaft eine Fachwerkkirche unweit der alten Kirche gebaut werden konnte. Das Benediktspatrozinium wurde beibehalten.
Als die Fachwerkkirche um die Mitte des 19. Jahrhunderts nicht mehr ausreichte, wurde ein repräsentativer Neubau geplant. Die Weihe war am 18. November 1873.

## Bau und Ausstattung
St. Benedikt ist eine sechsjochige geostete Hallenkirche. Das fünfte Joch ist querhausartig verbreitert. Alle Joche haben eigene Dächer und Giebel, die das Äußere wesentlich prägen. Im Westen ist ein quadratischer Glockenturm mit Spitzhelm angefügt, im Osten eine polygonale Apsis. Von der originalen Ausstattung sind bedeutende Teile – Heiligenstatuen, Bildfenster – erhalten.
Kurz nach der Kirchweihe lieferte die Glockengießerei Otto aus Hemelingen/Bremen eine Glocke nach Lengerich. Im Jahr 1926/7 goss Otto für die St.-Benedikt-Kirche ein dreistimmiges Bronzeglockengeläut. Von diesem Geläut mit den Tönen: e′ – g′ – c″ und einem Gewicht von 2223 kg hat nur die kleinste Glocke die Glockenvernichtung des Zweiten Weltkriegs überstanden. Otto goss später 1955 eine g'-Glocke und 1962 zwei e″-Glocken für Lengerich.